# أنيتي هيلوند
أنيتي هيلوند هانسن (من مواليد 10 مارس 1988) عارضة أزياء دنمركية. قامت بالمشي في عروض الأزياء للمصممين بربري بورسوم، كريستيان لاكروا ، ديان فون فورستنبرغ ، دولتشي آند غابانا، جيفنشي ، مارني.

## الروابط الخارجية
- أنيتي هيلوند على موقع دليل عارضات الأزياء (الإنجليزية)

- Portfolio at MetroModels.com
- قالب:Style.com model
- قالب:NYmag model